# Villalgordo del Júcar
Villalgordo del Júcar es un municipio español situado al sureste de la península ibérica, en la provincia de Albacete, dentro de la comunidad autónoma de Castilla-La Mancha. Ocupa una extensión de 46,68 km². En 2020 contaba con 1.102 habitantes, según los datos oficiales del INE.

## Situación
Villalgordo del Júcar se encuentra al noroeste de la provincia a 49 km de la capital provincial, en la vega del río Júcar en su paso por una llanura desnivelada con un pequeño cerro. Está integrado en el partido judicial de La Roda, y en la mancomunidad de La Mancha del Júcar-Centro. El municipio se encuentra rodeado de pinares y campos de cultivo de secano. El municipio no cuenta con pedanías habitadas, siendo el casco urbano el único núcleo habitado.

## Historia
La tarea repobladora que en la Edad Media llevó a cabo la Orden de Santiago, buscó, como nuevos asentamientos, lugares que en épocas ibérica y romana habían estado pobladas pero que se habían perdido en el periodo visigodo y árabe.
A estas ruinas o poblados se les llamó a veces "villares" añadiéndoles un topónimo determinante. De esta manera puede que naciese Villalgordo, como un cerro ancho y de escasa altura (Villar: que equivale a pueblo pequeño, y gordo: a cerro de escasa altura y gran extensión) después de que el municipio llegase hasta la vega del Júcar y para distinguirlo de otros villalgordos se le añadió "del Júcar".
Villalgordo del Júcar perteneció a tierras de Alarcón. En la época de los Reyes Católicos la población quedó incluida en la Corona de Castilla, pues pertenecía a Villanueva de la Jara y esta se decidió por los monarcas, en la guerra de sucesión castellana y no por el Marqués de Villena, propietario de las tierras.
Transcurrido un largo tiempo Villalgordo del Júcar logró su separación de Villanueva de la Jara en el año 1672, cuando el rey Carlos II le concedió el privilegio de Villa.
En el año 1842 Santiago Gosálvez instaló en la falda de la población y al margen derecho del río en el término municipal de Casas de Benítez, una fábrica de harinas, otra de hilados y la 2.ª fábrica en España de papel continuo.
Villalgordo del Júcar se convirtió en el segundo pueblo de España en tener luz eléctrica.
El esplendor de esta industria hoy ya desaparecida, queda reflejado en el Palacio de los Gosálvez, declarado Bien de Interés Cultural el 16 de junio de 1993, gracias a la brillante gestión por parte de la entonces administración regional.
Algunos notables de la industria abandonada se establecieron en La Roda; apellidos importantes como Domenech, Sidera, Mirasol etc. iniciaron a principios del siglo XX negocios en La Roda y también tuvieron su auge. Familias conocidas popularmente como los Piñero se hicieron tan rodenses como el que más.
Las huertas que aparecieron donde antes solo había plantaciones de chopo, suministraron verduras y hortalizas para el abastecimiento del pueblo durante años y años, y algunos vendedores ambulantes como Los Rulas, con su pregón diario de alfalfa, eran tan familiares como los pregoneros de casa.

## Procesos electorales
Distribución del Ayuntamiento tras las elecciones municipales de 2023:

## Administración
| Partidos políticos en el Ayuntamiento de Villalgordo del Júcar | Partidos políticos en el Ayuntamiento de Villalgordo del Júcar | Partidos políticos en el Ayuntamiento de Villalgordo del Júcar | Partidos políticos en el Ayuntamiento de Villalgordo del Júcar |
| Partido político                                               | Votos                                                          | Porcentaje                                                     | Concejales                                                     |
| -------------------------------------------------------------- | -------------------------------------------------------------- | -------------------------------------------------------------- | -------------------------------------------------------------- |
| Partido Socialista Obrero Español (PSOE)                       | 371                                                            | 49,93%                                                         | 5                                                              |
| Partido Popular (PP)                                           | 316                                                            | 42,53%                                                         | 4                                                              |

| Periodo   | Nombre             | Partido |
| --------- | ------------------ | ------- |
| 1979-1983 | Jorge López Jaraba | PCE     |
| 1983-1987 | Jorge López Jaraba | PCE     |
| 1987-1991 | Jorge López Jaraba | IU      |
| 1991-1995 | Javier Urrea       | PP      |
| 1995-1999 | Javier Urrea       | PP      |
| 1999-2003 | Javier Urrea       | PP      |
| 2003-2007 | Fernando Moreno    | PSOE    |
| 2007-2011 | Santiago Risueño   | PSOE    |
| 2011-2015 | José Luis Martínez | PSOE    |
| 2015-2019 | José Luis Martínez | PSOE    |
| 2019-2023 | José Luis Martínez | PSOE    |

## Geografía humana

### Demografía
Cuenta con una población de 1128 habitantes (INE 2024).
| Gráfica de evolución demográfica de Villalgordo del Júcar entre 1842 y 2021 |
| |
| Población de derecho según los censos de población del INE Población de hecho según los censos de población del INEEn este censo se denominaba Villargordo: 1842 En estos censos se denominaba Villargordo del Júcar: 1857, 1860, 1877 y 1910 En este censo se denominaba Villagordo del Júcar: 1940 |

| 1534          | 1844 | 1758 | 1817 | 2040 | 1819 | 1371 | 1217 | 1276 | 1248 | 1246 | 1222 | 1147 | 1128 | 1125 | 1100 |
| (Fuente: INE) |      |      |      |      |      |      |      |      |      |      |      |      |      |      |      |

## Monumentos

### Palacio de los Gosálvez
El Palacio de los Gosálvez, terminado a principios del siglo XX y con un estilo versallesco francés, fue declarado Bien de Interés Cultural el 16 de junio de 1993. El palacio consta de un edificio principal del que salen dos alas creando un espacio central antiguamente ocupado por una fuente. Se encuentra situado en la orilla derecha del río, y pertenece al término municipal de Casas de Benítez, provincia de Cuenca.
Alrededor había unos jardines ocupados por palmeras traídas de las colonias de América; en la actualidad quedan bastantes. Cerca hay unas cuadras donde se encontraban los caballos y una pequeña aldea, ya abandonada, donde se encontraban los sirvientes de palacio llamada Las Casillas que contiene una capilla actualmente conservada. El palacio se encuentra en ruinas aunque en el exterior se aprecia la grandiosidad y belleza que un día tuvo y que aún conserva.

### Iglesia de Santa María de la Magdalena
La iglesia parroquial de Santa María de la Magdalena empezó a construirse en el siglo XVII y consta de nave única, torre a los pies y un aspecto sólido. La planta es de cruz latina y tiene cúpula en el crucero sobre pechinas, así como bóvedas de lunetos. A los lados se sitúan capillas laterales y en el exterior una portada en el lado del Evangelio, adintelada y enmarcada con pilastras toscanas, fechada en la segunda mitad del siglo XVIII.

## Fiestas
- Del 13 al 17 de agosto: fiestas en honor al patrón del municipio, San Roque. El 14 de agosto se sueltan vaquillas por las calles del pueblo, muy recomendadas y únicas en la zona.

- 22 de julio: fiestas de Santa María Magdalena.

- 15 de mayo: San Isidro (romería).

- 10 de julio: San Cristóbal (romería).